# Liassophila hydromanicoides
Liassophila hydromanicoides is een fossiele soort schietmot uit de familie Liassophilidae.